# 阿瑪柯德
《阿瑪柯德》（義大利語：Amarcord）是義大利導演費德里柯·費里尼所執導的半自傳式電影，也是他生涯的代表作之一。

## 獲獎
- 1975 第47屆奧斯卡金像獎最佳外語片
- 1974 第40屆紐約影評人協會獎最佳影片、導演

## 外部連結
- 爛番茄上《阿瑪柯德》的資料（英文）
- 互联网电影数据库（IMDb）上《阿瑪柯德》的资料（英文）
- 豆瓣电影上《阿瑪柯德》的資料 （简体中文）